# 吉霍德亚维拉
吉霍德亚维拉，是西班牙卡斯蒂利亚-莱昂萨拉曼卡省的一个市镇。 总面积14平方公里，总人口93人（2001年），人口密度7人/平方公里。